# Facundo Cabral
Rodolfo Enrique Cabral Camiña (La Plata, 22 de mayo de 1937-Ciudad de Guatemala, 9 de julio de 2011), conocido por su nombre artístico Facundo Cabral, en sus inicios como ‘Indio Gasparino’, fue un cantautor, poeta y escritor argentino.
Algunas de sus canciones trascendieron a nivel hispanoamericano, como «No soy de aquí ni soy de allá». Su obra también consistía en contar historias con una estética que entremezclaba la crítica social, sátira, misticismo, cristianismo, anarquismo, optimismo, hedonismo y libertad. En ellas citaba constantemente a Jesús, Atahualpa Yupanqui, Krishnamurti, Borges, Whitman y Teresa de Calcuta, entre otros.
Al momento de definir su trabajo, Cabral aseguraba que en vez de trovador o un contador de historia, él representaba lo que en la Edad Media se conocía como juglar  −artista ambulante que ofrecía su espectáculo (música, teatro, literatura o charlatanería) a cambio de dinero. En los recitales que realizó, el compositor revelaba algunos aspectos personales de su vida como que no tenía hogar y que recorría el mundo viajando de hotel a hotel. Por eso se autodefinió como «vagabundo first class».
Facundo Cabral fue asesinado en Ciudad de Guatemala el 9 de julio de 2011 por sicarios que lo confundieron con un empresario vinculado al narcotráfico. La Unesco ya lo había declarado en 1996 «Mensajero mundial de la paz», y también había sido nominado al premio Nobel de la Paz en 2008.

## Biografía
Todo lo que se sabe de su biografía fuera de su carrera artística fue narrado por el mismo Cabral. Una parte importante de sus shows estaba formado por narraciones de anécdotas sobre su infancia, múltiples viajes por el mundo incluyendo los destinos más  exóticos y personajes históricos a los que decía haber conocido (desde Eva Perón y la Madre Teresa de Calcuta hasta Borges, Marc Chagall y otros nombres relevantes de la literatura mundial y las artes plásticas). Sus seguidores y amigos siempre entendieron que estos relatos podían contener distintos grados de ficción.  Por ejemplo, el cantante Alberto Cortez —quien realizó extensas giras con el músico— escribió una columna de opinión cuando falleció el cantautor en la que sostenía que
«fue un personaje controversial que se inventó a sí mismo».

### Infancia
Según el relato de Cabral, un día antes de su nacimiento, su padre se fue del hogar. Su madre y sus otros seis hermanos vivían en casa del abuelo paterno de Facundo Cabral, quien expulsó al resto de la familia. Cabral afirmó varios años más tarde que su nacimiento se produciría en una calle de la ciudad de La Plata. Pasó sus primeros años en Berisso, localidad adyacente a La Plata. Posteriormente, la madre de Cabral y sus hijos emigraron hacia Tierra del Fuego.
En una entrevista en 2009, relató una historia de su infancia, según la cual a la edad de 9 años escapó de su hogar y estuvo desaparecido cuatro meses. Su propósito inicial era llegar hasta Buenos Aires para conocer al entonces presidente argentino Juan Domingo Perón, ya que tenía la referencia de que el mandatario «les daba trabajo a los pobres». Después de una larga travesía, transportado por diferentes personas, al llegar a la ciudad capital, un vendedor de la "Feria Franca" le dio la dirección de la Casa Rosada.  Mas aquel señor le dijo enseguida: "Es muy difícil que te atienda, porque los presidentes suelen ser gente ocupada; pero yo leí en el diario que mañana 19 de noviembre va a ir a La Plata porque es el aniversario de la ciudad. Andate ahí". Así que se fue a La Plata, durmió al costado de la Catedral, y al día siguiente Facundo Cabral, siendo apenas un niño, logró burlar el cerco policial alrededor del mandatario y su esposa, Eva Duarte. Cuando un policía lo agarró para retirarlo, el presidente, que estaba saludando hacia ese lado, le dijo al policía "Déjelo venir", e hizo parar su automóvil descapotable, que tenía un estribo al que Facundo se subió de inmediato y conversó con ambos. "¿Quería decirme algo?", le habría preguntado el presidente. "Sí, ¿hay trabajo?", respondió Facundo. En un reportaje confesó que Eva Perón, en ese momento diría la primera "frase ética" que él escucharía en su vida, y que lo acompañaría por siempre: "Por fin, alguien que pide trabajo y no limosna". Gracias a esta conversación, logró que su madre obtuviera empleo y el resto de la familia se trasladara a Tandil.
Durante su infancia se convirtió en un marginal al punto de ser encerrado en un reformatorio pues se había convertido en alcohólico desde los nueve años de edad. Escapó y luego cayó preso a los 14 años por su carácter violento. En la cárcel, un sacerdote jesuita de nombre Simón le enseñó a leer y escribir, lo puso en contacto con la literatura universal y lo impulsó a realizar sus estudios de educación primaria y secundaria, los cuales llevó a cabo en tres años, en lugar de los doce que era el período normal en Argentina. Un año antes de cumplir su condena, Cabral escapó de la prisión, aunque recibió aún ayuda del sacerdote. Gracias a un vagabundo, Cabral conoció la religión, aunque declarándose librepensador,[cita requerida] sin pertenecer a iglesia alguna. Poco después, se inició en el medio artístico como músico y cantante.

### Trayectoria artística
Cabral citaría así sus inicios en el medio musical: "Empecé a cantar con los paisanos, con la familia Techeiro, en Tandil. El 24 de febrero de 1954, un vagabundo me recitó el sermón de la montaña y descubrí que estaba naciendo. Corrí a escribir una canción de cuna, Vuele bajo, y empezó todo."
En 1959, ya tocaba la guitarra y cantaba música folclórica, admiraba a Atahualpa Yupanqui y a José Larralde, se trasladó a Mar del Plata, ciudad balnearia argentina, y solicitó trabajo en un hotel; el dueño lo vio con su guitarra y le dio la oportunidad de cantar. Así comenzó su carrera dedicada a la música; su primer nombre artístico fue El Indio Gasparino. Sus primeras grabaciones no tuvieron mayor repercusión. Luego se presentó con su apellido verdadero.
En 1970, grabó No soy de aquí ni soy de allá que consagró su éxito. Empezó a ser conocido en el mundo, grabó en nueve idiomas con cantantes de la talla de Alberto Cortez, Julio Iglesias, Pedro Vargas o Neil Diamond entre otros.

### Exilio y retorno
Durante la dictadura militar 1976-1983 era ya considerado un cantautor de protesta, lo que lo obligó a abandonar Argentina en 1976. Se radicó en México, donde continuó componiendo y haciendo presentaciones. Se estima que recorrió 165 países.
En 1984, regresó a Argentina con su nombre consagrado. Ofreció un recital en el Estadio Luna Park. Siguió por Mar del Plata. En 1987, hizo una presentación en el estadio de fútbol de Ferro Carril Oeste, en Buenos Aires, con capacidad para treinta y cinco mil personas. El 5 de mayo de 1994 comenzó una gira internacional.
Se presentó en conciertos junto a Alberto Cortez en “Lo Cortez no quita lo Cabral” uniendo humor y poesía con las canciones que hicieron famosos a ambos intérpretes. En enero de 1996, ambos actuaban en la ciudad de Mar del Plata, cuando Alberto Cortez debió ser operado debido a una obstrucción en la carótida, así que Cabral continuó con la gira de la cual se hizo una grabación.
"Fue mudo hasta los 9 años, analfabeto hasta los 14, enviudó trágicamente a los 40 y conoció a su padre a los 46. El más pagano de los predicadores cumple 70 años y repasa su vida desde la habitación de hotel que eligió como última morada" resume una revista en una nota.

### Muerte
Realizó sus últimos conciertos en una gira en América Central. Se presentó en la Ciudad de Guatemala el 5 de julio de 2011 en el Expocenter del Grand Tikal Futura Hotel, a las veinte horas donde para despedirse expresó lo siguiente: “ya le di las gracias a ustedes; las daré en Quetzaltenango, y después que sea lo que Dios quiera, porque Él sabe lo que hace”. El jueves 7 se presentó en el que sería su último concierto, en el Teatro Roma de la ciudad de Quetzaltenango, el cual cerró interpretando la canción "No soy de aquí, ni soy de allá".
Fue asesinado el 9 de julio de 2011 en Ciudad de Guatemala, víctima de un atentado aparentemente dirigido al empresario Henry Fariñas el cual conducía al cantautor y a su representante al Aeropuerto Internacional La Aurora desde el hotel donde se hospedaba, para continuar en Nicaragua con su gira de presentaciones. El atentado fue perpetrado por varios sicarios que se dirigían en tres vehículos y armados con fusiles de asalto en el Bulevar Liberación, quedando únicamente herido el empresario y fallecido el cantautor.
En julio de 2012 fiscales costarricenses dijeron que Cabral fue asesinado por parte de una disputa entre el costarricense Alejandro Jiménez González alias «El Palidejo» y el nicaragüense Henry Fariñas, ambos miembros de la pandilla "Los Charros" aliada con La Familia Michoacana e involucrada en el lavado de dinero en cantidades de más de mil millones de dólares. El cartel Los Charros, ligado a la ya fracturada Familia Michoacana, estableció su red centroamericana con apoyo de «El Palidejo», principal sospechoso del asesinato del trovador argentino Facundo Cabral. «El Palidejo» fue condenado por el asesinato de Facundo Cabral el 7 de abril de 2016.

## Pensamiento espiritual, estético y político
Influido en lo espiritual por Jesús, Lao-Tsé, Chuang Tzu, Osho, Krishnamurti, Buda Gautama, Arthur Schopenhauer, Juan el Bautista, San Francisco de Asís, Gandhi y La Madre Teresa de Calcuta,[cita requerida] predicó el Misticismo, la desaparición del ego y la autorrealización global de la Conciencia humana.
En literatura tuvo admiración por Jorge Luis Borges con quien también mantuvo conversaciones filosóficas y por Walt Whitman. Este rumbo de observación espiritual, inconformista, se imprimió en su carrera como cantautor que tomó el rumbo de la crítica social sin abandonar su habitual sentido del humor.
No se conoce que Cabral haya tenido participación militante en movimiento político alguno, aunque por muchos años abogó por el pacifismo como forma de solucionar conflictos autodefiniéndose como "violentamente pacifista" y "vagabundo first class", se identificó en sus últimos años con una especie de anarquismo filosófico y contemplativo.

## Reconocimientos
No existe una lista documentada de sus reconocimientos discográficos, pero Cabral mismo dijo, entrevistado por Jaime Bayly, que un día le fueron entregados tres discos de oro y dos de platino.[cita requerida]
En la misma entrevista contó que eso fue en Buenos Aires, y cuando volvía para el hotel (él no tenía una vivienda propia, sino que vivía en cuartos de hoteles) tomó un taxi, cuyo conductor lo reconoció. El conductor del taxi, al ver que llevaba cosas algo voluminosas, le preguntó qué llevaba allí, y Cabral respondió que llevaba tres discos de oro y dos de platino. El taxista sintió curiosidad y detuvo el vehículo para contemplarlos, a lo que Cabral, luego de explicarle que las discográficas le daban cada disco luego de vender tanta cantidad de copias, le dijo que si les gustaban se los obsequiaba, cosa que hizo.[cita requerida]
Cabral volvió a encontrarse por casualidad con este hombre al tiempo, al volver a abordar su taxi, quien al ver de nuevo a Cabral, lo invitó a su casa, donde le mostró que tenía los discos en una pared, "casi como en un altar", en palabras de Cabral.[cita requerida]
Sin embargo, se reseñan:
- Ciudadano ilustre de la Ciudad de Buenos Aires.[23] Por el voto unánime de la legislatura porteña y merced a "su gran trayectoria en la escena musical nacional e internacional y por su infatigable labor como mensajero de paz y unidad de los pueblos del mundo."[24] Por 41 votos a favor y ninguno contra, la Legislatura porteña convirtió ley un proyecto de la diputada del Propuesta Republicana, Silvia Majdalani, que declara Ciudadano Ilustre de la Ciudad Autónoma de Buenos Aires al cantautor Facundo Cabral.[24] Según el artículo 1°, la legisladora afirma que hizo la presentación, no solo porque el trovador posee una "vastísima trayectoria en la escena musical nacional e internacional," sino por "su infatigable labor como mensajero de paz y unidad de los pueblos del mundo."[24][25]

- Premio Konex - Diploma al Mérito como uno de los 5 mejores baladistas de la Argentina (1985)[26]
- En reconocimiento a su constante llamado a la paz y al amor, la Organización de las Naciones Unidas para la Educación, la Ciencia y la Cultura (Unesco) lo declaró “Mensajero Mundial de la Paz” (1996). De hecho, el presidente Óscar Arias Sánchez de Costa Rica, lo propuso para el Premio Nobel de la Paz.[27]
- Miembro honorario de Amnistía Internacional.[21]
- Memorándum de su muerte en los Premios Grammy del año 2012.

## Discografía
- 1971: Facundo el creador
- 1972: En vivo Teatro Embassy
- 1972: Facundo Cabral con Waldo de los Ríos
- 1973: En vivo Palacio de Bellas Artes, vol. I
- 1973: En vivo Palacio de Bellas Artes, vol II
- 1982: El carnaval del mundo
- 1983: El mundo estaba tranquilo cuando yo nací (monólogo)
- 1984: Pateando tachos
- 1984: Ferrocabral
- 1985: Cabralgando (en vivo)
- 1986: Entre Dios y el Diablo
- 1986: Vuele bajo (en vivo en la Sala de Conciertos Ollin Yoliztli)
- 1987: Secreto
- 1993: El oficio de cantor
- 1993: Cronología
- 1994: Recuerdos de oro
- 1996: Este es un nuevo día
- 1997: Le canta al pueblo, vol. I
- 1997: Un canto al pueblo, vol. I (junto a Chavela Vargas)
- 1997: Un canto al pueblo, vol. II (junto a Chavela Vargas)
- 1998: Época de oro
- 2000: En vivo
- 2000: Incomparables
- 2004: Personalidad
- 2006: Las número 1 (CD+DVD)
- 2008: Antología 1 (1960-2007)
- 2008: Antología 2 (1960-2007)
- 2005: No estás deprimido, estás distraído (audiolibro)
- 2006: Cantar solo cantar, Cabral solo Cabral, vol. I
- 2006: Cantar solo cantar, Cabral solo Cabral, vol. II
- 2009: Los elegidos
- 2010: El trovador
- 2010: Bicentenario

### Junto a Alberto Cortez
- 1994: Lo Cortez no quita lo Cabral, vol. I (en vivo)
- 1995: Lo Cortez no quita lo Cabral, vol. II (en vivo)
- 1998: Cortezías y cabralidades, vol. I
- 1998: Cortezías y cabralidades, vol. II

### Junto a Andrés Jiménez
- 1998: América canta en vivo

### Junto a Litto Nebbia
- 2012: En medio de los hombres (2002)

## Obra literaria
De su obra literaria, Cabral mencionó en alguna ocasión que había escrito alrededor de 22 libros "sin títulos y sin autor", que eran considerados por él como textos manuscritos que se editaban y se imprimían. También afirmaba que existían traducciones en chino mandarín o japonés. Por ello, la siguiente es una lista incompleta de sus obras en el campo literario.
- Paraíso a la deriva
- Conversaciones con Facundo Cabral
- Mi Abuela y Yo
- Salmos
- Borges y Yo
- Ayer Soñé que Podía y Hoy Puedo 1
- Ayer Soñé que Podía y Hoy Puedo 2
- Cuaderno de Facundo
- No Estás Deprimido, Estás Distraído
- Los Papeles de Cabral
- La Magia de Cabral
- Mi Encuentro Con Facundo Cabral
- Terriblemente Solo, Maravillosamente Libre